# بريج (كورنوال)
بريج (بالإنجليزية: Bridge, Cornwall)‏ هي قرية تقع في المملكة المتحدة في كورنوال.